# Cheilopogon
Cheilopogon – rodzaj morskich ryb z rodziny ptaszorowatych (Exocoetidae).

## Klasyfikacja
Gatunki zaliczane do tego rodzaju:
| - Cheilopogon abei - Cheilopogon agoo - Cheilopogon altipennis - Cheilopogon arcticeps - Cheilopogon atrisignis - Cheilopogon cyanopterus - Cheilopogon dorsomacula - Cheilopogon exsiliens - Cheilopogon furcatus – skoklot smużkowy - Cheilopogon heterurus – wylotek - Cheilopogon intermedius - Cheilopogon katoptron | - Cheilopogon melanurus - Cheilopogon milleri - Cheilopogon nigricans - Cheilopogon olgae - Cheilopogon papilio - Cheilopogon pinnatibarbatus – skoklot, wylotek przezroczystopłetwy - Cheilopogon pitcairnensis - Cheilopogon rapanouiensis - Cheilopogon spilonotopterus - Cheilopogon spilopterus - Cheilopogon suttoni - Cheilopogon unicolor - Cheilopogon xenopterus |

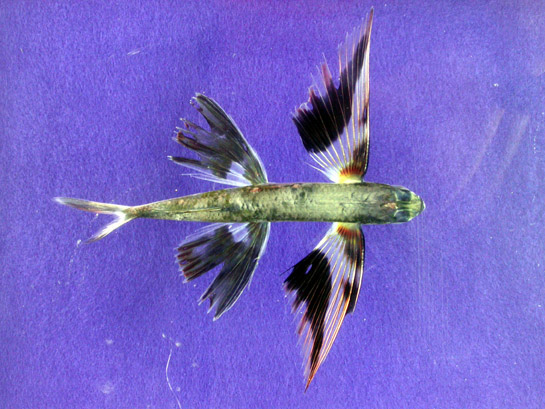
Cheilopogon exsiliens
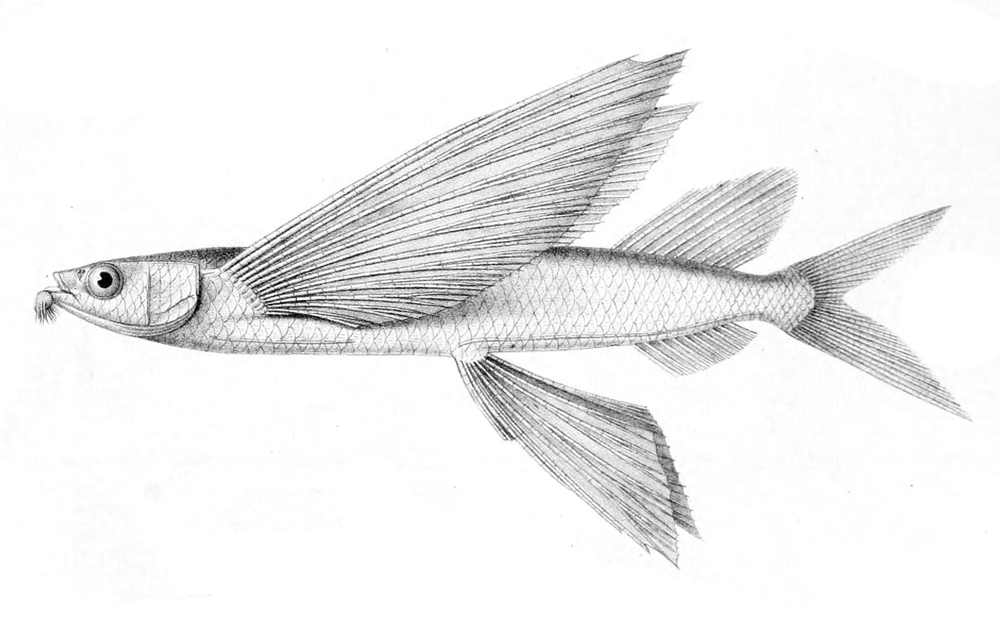
Cheilopogon pinnatibarbatus
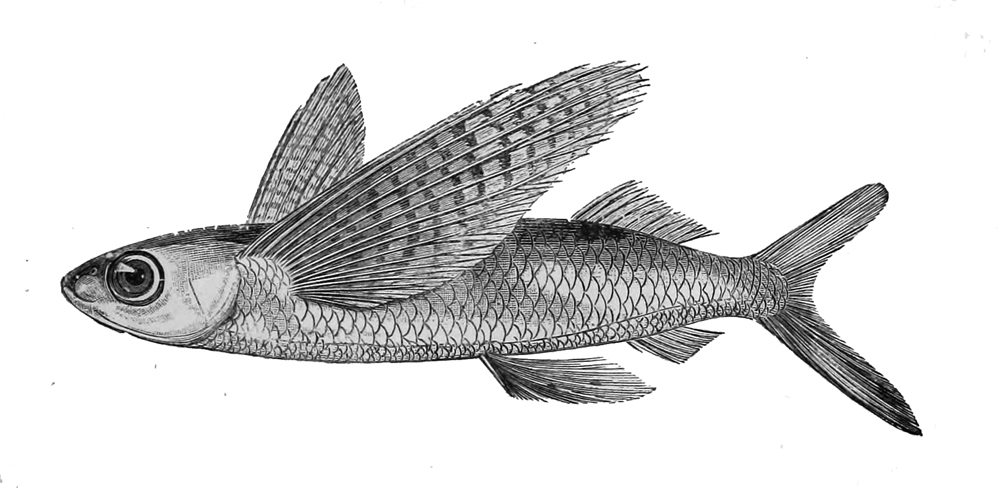
Cheilopogon spilopterus

Dodatkowy wykaz podgatunków występujących w FishBase w obrębie gatunku Cheilopogon pinnatibarbatus:
- Cheilopogon pinnatibarbatus altipennis
- Cheilopogon pinnatibarbatus californicus
- Cheilopogon pinnatibarbatus japonicus
- Cheilopogon pinnatibarbatus melanocercus
- Cheilopogon pinnatibarbatus pinnatibarbatus

oraz gatunek 

- Cheilopogon ventralis